# 1 500 mètres masculin aux championnats du monde d'athlétisme 1993
Navigation
Tokyo 1991 Göteborg 1995
L'épreuve du 1 500 mètres masculin des championnats du monde d'athlétisme 1993 s'est déroulée du 19 au 22 août 1993 au  Gottlieb Daimler Stadion de Stuttgart, en Allemagne. Elle est remportée par l'Algérien Noureddine Morceli.

## Résultats

### Finale
| Rang               | Athlète            | Pays        | Temps         |
| ------------------ | ------------------ | ----------- | ------------- |
| Médaille d'or      | Noureddine Morceli | Algérie     | 3 min 34 s 24 |
| Médaille d'argent  | Fermín Cacho       | Espagne     | 3 min 35 s 56 |
| Médaille de bronze | Abdi Bile          | Somalie     | 3 min 35 s 96 |
| 4                  | Mohamed Suleiman   | Qatar       | 3 min 36 s 87 |
| 5                  | Jim Spivey         | États-Unis  | 3 min 37 s 42 |
| 6                  | Matthew Yates      | Royaume-Uni | 3 min 37 s 61 |
| 7                  | Rachid El Basir    | Maroc       | 3 min 37 s 68 |
| 8                  | Mohamed Taki       | Maroc       | 3 min 37 s 76 |
| 9                  | Simon Doyle        | Australie   | 3 min 38 s 04 |
| 10                 | Rüdiger Stenzel    | Allemagne   | 3 min 38 s 66 |
| 11                 | Manuel Pancorbo    | Espagne     | 3 min 39 s 68 |
| 12                 | Gennaro Di Napoli  | Italie      | 3 min 47 s 38 |